# Implicit tanulás
Az implicit tanulás tudattalan tanulást jelent, amikor a tanulási folyamatból hiányzik az aktív figyelmi komponens, és a személy a felidézés során is csak készségszinten „érzi” a megtanultakat.
Amikor tudatosan és szabályszerűen törekszünk valamilyen anyag elsajátítására, azt nevezzük explicit tanulásnak. A hétköznapi nyelvben az explicit tanulást értjük a „tanulás” fogalma alatt.
Ezzel szemben az implicit emlékezet a nem tudatos emlékezés. Az implicit emlékezeti folyamatokat anterográd amnéziás betegeknél figyelték meg. Ők semmilyen tudatos tanulást nem képesek produkálni, viszont implicit módon jól teljesítenek az előfeszítéses (priming) feladatokban. Ilyenkor a betegeknek egy szólistát mutatnak. Egyszerű felismerési helyzetben nagyon rosszul teljesítenek, viszont például a szavak első 3 betűjét képesek helyesen kiegészíteni. Priming feladat például a szótöredék-kiegészítés, a gyengített szómegnevezési feladat, és az anagramma feladat, valamint szemantikai szinten is létezik erre mérőeljárás. (Ezek a feladatok csak akkor működnek, ha a tanulás és a felidézés azonos modalitásban történik.)

## Implicit tanulás és készségelsajátítás
Implicit tanulási folyamatokat megfigyelhetünk perceptuális (észlelési) és motoros (mozgásos) készségek elsajátításánál. Például ha azt kellene elmagyaráznunk valakinek, hogyan kell biciklizni, igen nehéz dolgunk lenne, mivel szavakba önteni a biciklizés „elméleti szabályait” nem lenne egyszerű és ezen kívül nem is lenne hatékony a tanítási módszerünk, hiszen a gyerekeket is gyakorlással, de „elméleti képzés” nélkül tanítjuk biciklizni.

## Kísérleti vizsgálatok
Az implicit tanulás egyik legjobb példája a szintaxis megtanulása, azaz saját anyanyelvünk elsajátítása. A kisgyerekek minden erőfeszítés nélkül, spontán módon tanulják meg alkalmazni a nyelvtani szabályokat, mely készség hosszú idő alatt ugyan, de tökéletesre fejlődik.

### Mesterséges nyelvtan elsajátítás
Ezzel kapcsolatban Reber végzett egy kísérletet, mely abból állt, hogy egy mesterséges nyelvtani szabályrendszert  alkotott, és eszerint generált szavakat mutatott kísérleti személyeinek, akiknek fel kellett ismerniük a „szabályos” és a „szabálytalan” szavakat (mesterséges nyelvtan elsajátítás, artificial grammar learning, AGL). A kísérleti személyek, akik 15 percet gyakoroltak, még két év múlva sem felejtették el a „szabályokat”.

### Sorozatos reakcióidő feladat
Nissen és Bullemer egyszerűbb módon vizsgálták ezt a jelenséget: a szeriálisreakcióidő-feladatban (SRT) a kísérleti személyek feladata az, hogy négy billentyű lenyomásával kövesse a képernyőn lévő négy vonalka felett megjelenő pontot. A pont látszólag véletlenszerű sorrendben mozog, valójában viszont meghatározott sorozat ismétlődik, amit a személyek nem vesznek észre. Bár nincsenek tudatában, reakcióidejük az ismétlések hatására sorozatról sorozatra javul, ha viszont megkérdezzük őket, találtak-e valami szabályszerűséget a feladatban, általában nem tudnak ilyet megnevezni.

## Magyarázó elméletek
Az implicit tanulást több elmélet is magyarázza: a transzferazonos feldolgozás elmélete, emlékezeti rendszereken alapuló elméletek, folyamatdisszociációs elemzés. Utóbbi vizsgálata Jacoby, Woloshyn és Kelley nevéhez fűződik. Kísérletükben hamis hírességi hatást váltottak ki kísérleti személyeikben, úgy, hogy a mutatott listán szerepelt néhány olyan név, ami egy régebbi listáról volt ismerős, és olyanok is, amelyek tényleg híresek voltak. A hamis hatás abban állt, hogy a személyek tévesen híresnek véltek olyan neveket is, amiket egyszer már láttak előtte.
Az implicit tanulás vizsgálata hosszú ideje tart, viszont még ma is sok kérdést nyitva hagy, például azt, hogy lehetséges-e egyáltalán tudattalanul történő tanulás – egyes elméletek szerint az implicit-explicit tanulás nem választható szét, egységben kell tekintenünk őket. Valamint vitatott még magának a „tudatosság”-nak a fogalma is.